# Tunel Fréjus
Tunel Fréjus [fréžy] je silniční tunel, který spojuje Francii a Itálii pod hřebenem Col du Fréjus v pohoří Alp. Z francouzské strany je posledním sídlem před tunelem obec Modane a z italské Bardonecchia. Tunel slouží především k osobní dopravě.
Výstavba tunelu, který je dlouhý 13 km, byla zahájena v roce 1974 a trvala celkem 6 let. Slavnostní otevření stavby se uskutečnilo dne 12. července 1980. Výstavba tunelu stála 2 miliardy francouzských franků. Po zprovoznění tunelu byla zrušena kyvadlová železniční doprava přes průsmyk, která sloužila k přepravě cestujících. V roce 2014 byl tunel Fréjus devátý nejdelší svého druhu na světě. Francouzskou část tunelu spravuje společnost SFTRF a italskou pak firma SITAF. Tunel využilo během prvních 20 let jeho provozu na dvacet milionů silničních vozidel. Za průjezd tunelem se platí mýtné.
V roce 1999 byl tunel modernizován tak, aby bylo omezeno riziko nehody obdobně, jako tomu bylo v případě Montblanského tunelu.